# (16834) 1997 WU22
(16834) 1997 WU22 est un astéroïde Apollon de 1,87 km de diamètre découvert en 1997.

## Description
(16834) 1997 WU22 a été découvert le 30 novembre 1997 à l'observatoire du Haleakalā, un centre de recherche astronomique américain faisant partie de l'Institut d'astronomie de l'Université de Hawaï situé au sommet du volcan Haleakalā sur l'île de Maui, par le programme Near Earth Asteroid Tracking (NEAT).

### Caractéristiques orbitales
L'orbite de cet astéroïde est caractérisée par un demi-grand axe de 1,47 UA, un périhélie de 0,82 UA, une excentricité de 0,44 et une inclinaison de 15,99° par rapport à l'écliptique. Du fait de ces caractéristiques, à savoir un demi-grand axe supérieur à 1 UA et un périhélie inférieur à 1,017 UA, il est classé comme astéroïde Apollon.

### Caractéristiques physiques
(16834) 1997 WU22 a une magnitude absolue (H) de 15,6 et un albédo estimé à 0,22, ce qui permet de calculer un diamètre de 1,87 km.0